# Avenida de las Estrellas de Londres
La Avenida de las Estrellas de Londres (London's Avenue of Stars en inglés) fue la versión del Paseo de la Fama de Hollywood de Londres. Abrió sus puertas en el 2005 con un centenar de nombres, y fue una instalación temporal para acompañar a un programa de televisión para celebrar el 50 aniversario de la ITV. La Avenida de las Estrellas de Londres fue un paseo a través del Barrio de Covent Garden pasando por la Iglesia de San Pablo, conocida comúnmente como la "Iglesia de los actores". Honró a individuos o grupos de la industria del entretenimiento con logros notables. Como en el Paseo de la Fama de Hollywood el individuo o grupo estuvo representado por una estrella de cinco puntas que contiene el nombre del conjunto en la pasarela. Para calificar para una estrella, el individuo o grupo tenían que haber nacido en el Reino Unido, Irlanda o en un país de la Mancomunidad de Naciones.
El primer inducido en la Avenida de las Estrellas de Londres fue Jimmy Page, guitarrista de Led Zeppelin. En el 2006 todas las estrellas fueron retiradas, y sólo las viejas losas son visibles en el patio. El cantante y compositor Is'real Benton formó una fundación del mismo nombre con sede en Estados Unidos para restaurar el Paseo de la Fama.

## Lista de estrellas en la Avenida de las Estrellas de Londres
| - Alfred Hitchcock - The Beatles - Sex Pistols - Trevor McDonald - Maggie Smith - Coronation Street - Richard Attenborough - Charles Chaplin - Ant & Dec - Victoria Wood - Cliff Richard - Gracie Fields - Christopher Lee - Cary Grant - Hugh Grant - John Mills - Alec Guinness - Rex Harrison - Bob Geldof - Laurence Olivier - The Rolling Stones - Glenda Jackson - Peter Ustinov - Nicole Kidman - Michael Palin - Cilla Black - Julie Walters - Frankie Howerd - Ian McKellen - Ralph Richardson - David Frost - Peter O'Toole - Alan Whicker - John Gielgud - Tony Hancock - Peggy Ashcroft - David Bowie - Bee Gees - Pink Floyd - Shirley Bassey - Edith Evans - Ken Dodd - Tommy Cooper - Benny Hill - Stan Laurel - Lenny Henry - Eric Sykes - Dame Edna Everage - Harry Secombe - The Two Ronnies - John Cleese - Thora Hird | - Arthur Lowe - Leonard Rossiter - Paul Eddington - Chris Tarrant - John Thaw - Robbie Coltrane - Sean Connery - Judi Dench - Michael Caine - Jimmy Page - Margot Fonteyn - Anthony Hopkins - Julie Andrews - Charles Laughton - Queen - Robbie Williams - Errol Flynn - Michael Gambon - Noël Coward - Richard Briers - Alan Bates - Bob Hope - The Kinks - Vera Lynn - Brenda Blethyn - Peter Cook - Les Dawson - Rowan Atkinson - Peter Sellers - Bruce Forsyth - Spike Milligan - David Jason - Ricky Gervais - Albert Finney - Morecambe y Wise - Diana Rigg - Nigel Hawthorne - Kenneth Branagh - David Niven - Kiri Te Kanawa - Roger Moore - Elizabeth Taylor - Billy Connolly - Richard Burton - Alan Bennett - Dirk Bogarde - Alicia Markova - Helen Mirren - Yehudi Menuhin - Eric Clapton - Tom Jones |